# Dorfkirche Schwante

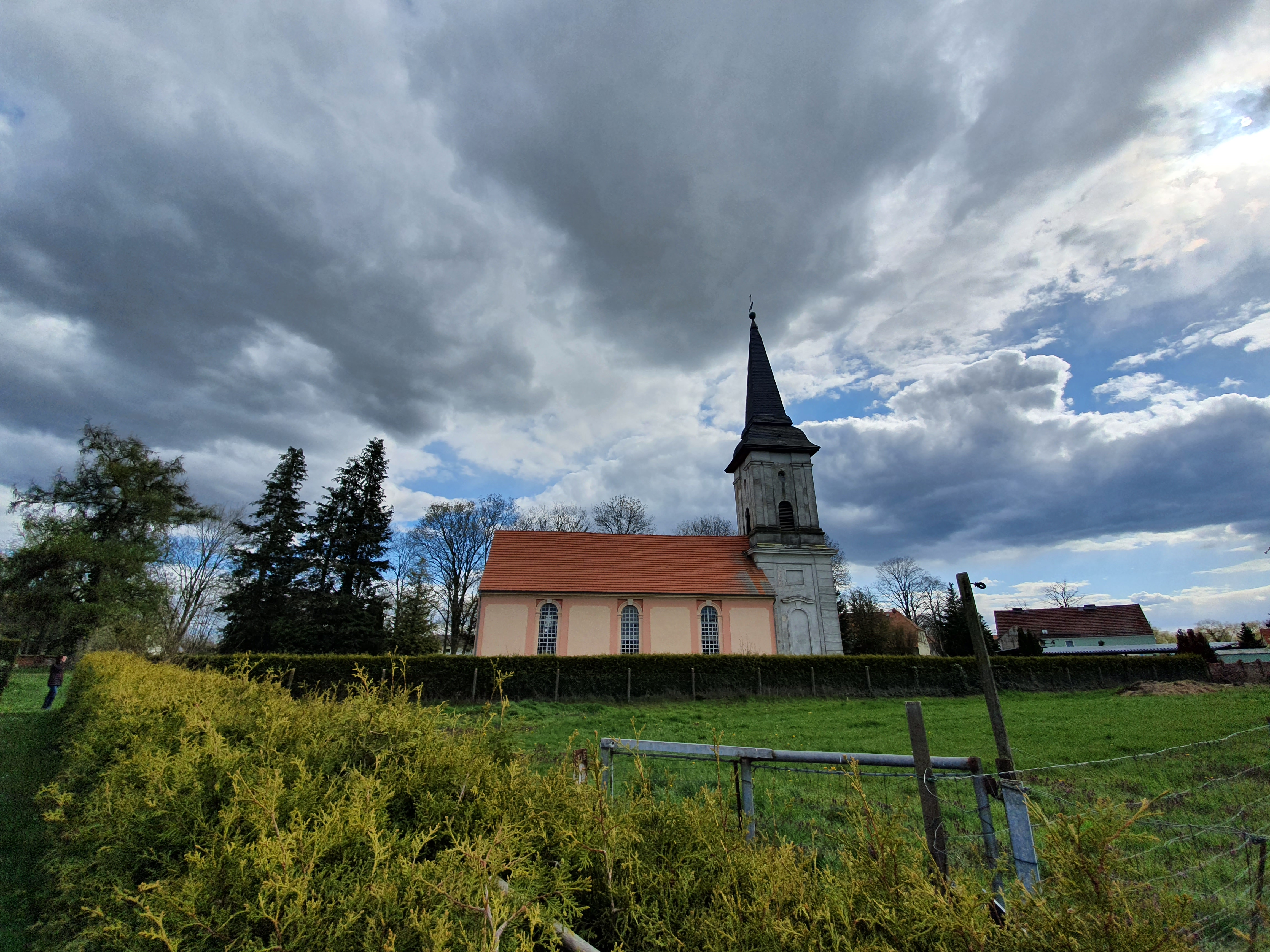
Dorfkirche Schwante, Nordansicht

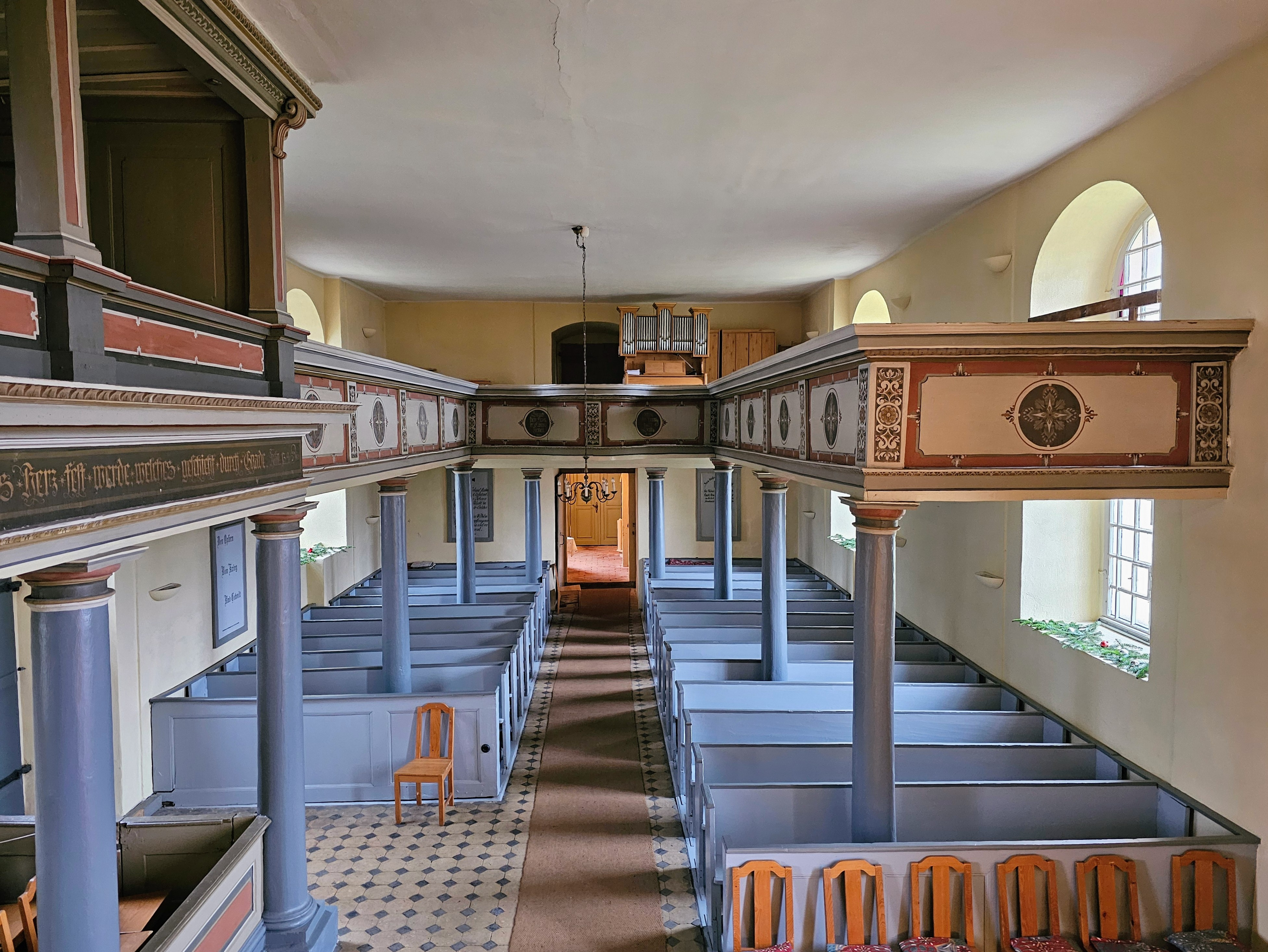
Innenraum, links die ehemalige Patronatsloge

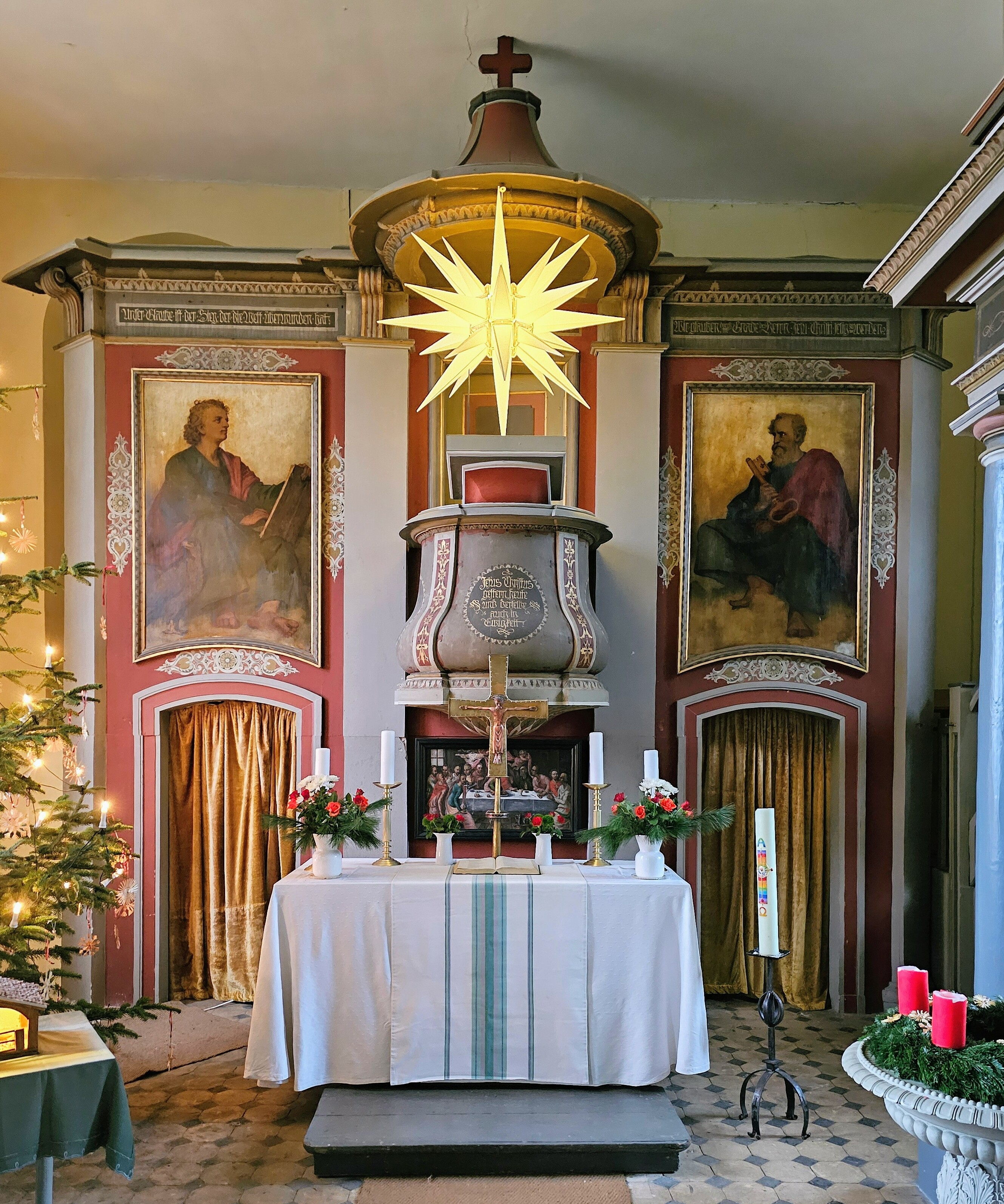
Kanzelaltar

Die Dorfkirche Schwante ist ein barockes Kirchengebäude im Ortsteil Schwante der Gemeinde Oberkrämer im Landkreis Oberhavel  des deutschen Bundeslandes Brandenburg. Sie ist als Offene Kirche täglich zugänglich.

## Architektur
Die Kirche ist ein Saalbau von ca. 27 m Gesamtlänge und einer Schiffsbreite von 12 m und flachem Ostabschluss. An der Westseite befindet sich der quadratische, eingezogene Turm mit reicher Gliederung und einem Spitzhelm. Das Gebäude wurde 1780 von Christian Philipp Leitner errichtet. Eine Renovierung erfolgte 1977–1980.

## Innengestaltung
Die Kirche ist innen flach gedeckt. Die Ausstattung stammt noch aus der Bauzeit. Die Hufeisenempore steht auf hölzernen Säulen. An der Südwand ist die ehemalige Patronatsloge. Die Kirche hat einen barocken Kanzelaltar mit zwei Ölgemälden von Eduard Ockel. Die Orgel von Friedrich Hermann Lütkemüller von 1880 wurde bei einem Brand in den 1940er Jahren vollständig zerstört. Aus Kostengründen wurde 2003 eine elektronische Orgel angeschafft.